# Porphyrinia paula
Porphyrinia paula là một loài bướm đêm trong họ Noctuidae.